# Peter Klimesch

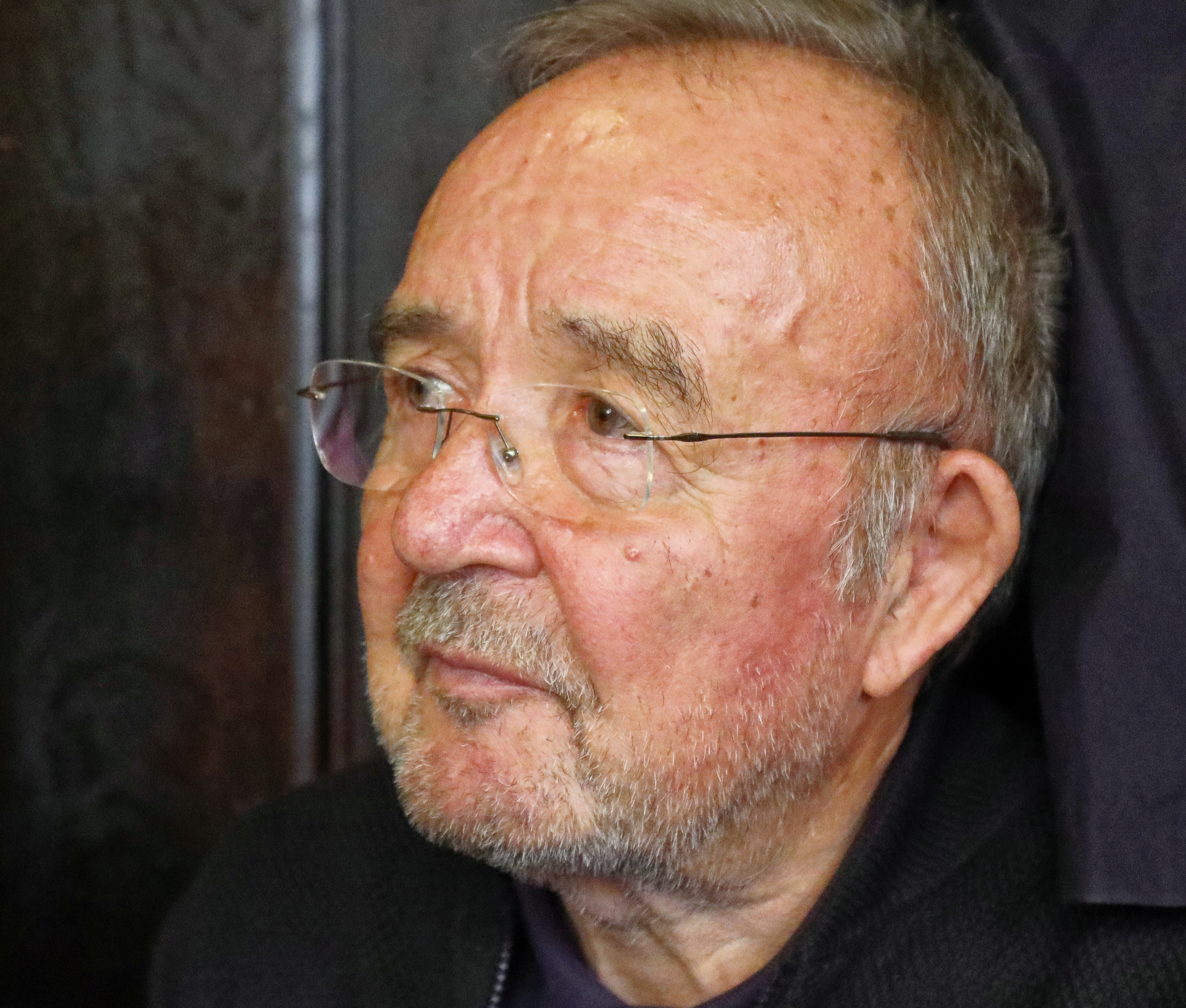
Peter Klimesch, 2021

Peter Klimesch (* 14. Mai 1940 in Nürnberg) ist ein deutscher ehemaliger Realschullehrer, Heimatforscher und Buchautor. Seine Themen sind München und hier vorwiegend die Isar in München und der Stadtteil München-Au.

## Leben
Peter Klimesch ist in Nürnberg geboren und in Niederbayern aufgewachsen. 1959 Abitur am humanistischen Gymnasium Metten. Anschließend Studium an der Ludwig-Maximilians-Universität München u. a. Theaterwissenschaft, Germanistik und Geographie. Nach leitender Funktion an einem Privattheater Hinwendung zum Lehrberuf. Mit einer Zulassungsarbeit über die Münchner Biergärten Qualifikation für das Lehramt an Realschulen. Unterricht in den Fächern Deutsch, Erdkunde und Sozialkunde.
Als begeisterter Radler und Angler hält er seit seiner Verrentung stets engen Kontakt zur Isar und ist in zahlreichen Aktivitäten engagiert, die den Schutz und Erhalt denkmalgeschützter Substanz in seinem Heimatumfeld Au zum Ziel haben.

## Werke
Der ehemalige Realschullehrer hat sich nach seiner Verrentung vorwiegend mit der Geschichte seines Wohnumfelds beschäftigt. Das ist zum einen der historische Stadtteil Au von München, wo er seit 1986 selbst wohnt, und zum anderen die Isar mit ihren Nebengewässern. Die in diesem Zusammenhang entstandenen Publikationen erschienen vorwiegend im Selbstverlag.

## Veröffentlichungen
- Isarlust. Entdeckungen in München. MünchenVerlag, München 2011, ISBN 978-3-937090-47-4.
- Münchner Isarinseln – Geschichte, Gegenwart und Zukunft. In: Ralf Sartori (Hrsg.): Die neue Isar. Band 4. Buch&Media, München 2012, ISBN 978-3-86520-447-9.
- Drunt in der grünen Au: Die Nockherstraße im Wandel der Zeit. Books on Demand, Norderstedt 2015, ISBN 978-3-7386-0258-6, S. 188.
- Bilder aus der alten Au. Nockherberg und Nockherstraße. Neuauflage 2023 Auflage. Medienedition Welsch, Taching am See 2024, ISBN 978-3-946554-94-3, S. 196.
- Münchner Isarbuch. Selbstverlag, München 2017, ISBN 978-3-00-058337-7. Überarbeitete Neuauflage 2024, Medienedition Welsch, Taching am See, ISBN 978-3-946554-87-5. S. 190
- Bilder aus der alten Au. Die Lilienstraße. Überarbeitete Auflage 2023. Medienedition Welsch, Taching am See 2024, ISBN 978-3-946554-95-0, S. 204.S.
- Bilder aus der alten Au. Neudeck und Mariahilfplatz. Neuauflage 2024. Medienedition Welsch, Taching am See, ISBN  978-3-946554-97-4, S. 192.
- Bilder aus der alten Au. Die Entenbach- und Zeppelinstraße. Überarbeitete Neuauflage 2024 Auflage. Medienedition Welsch, Taching am See 2024, ISBN 978-3-946554-96-7, S. 236.